# Lady in the Lake
Lady in the Lake är en amerikansk dramaserie som hade premiär på Apple TV+ den 19 juli 2024. Första säsongen består av sju avsnitt, och är baserad på Laura Lippmans roman med samma namn.

## Handling
Filmen utspelar sig i 1960-talets Baltimore och kretsar kring en undersökande journalist, som arbetar med ett ouppklarat mord som hamnar i konflikt med en kvinna som arbetar för att främja den svarta befolkningen i staden.

## Rollista (i urval)
- Natalie Portman – Maddie Schwartz
- Moses Ingram – Cleo Sherwood
- Y'lan Noel – Ferdie Platt
- Mikey Madison – Judith Weinstein
- Sean Ringgold
- Brett Gelman
- Noah Jupe
- Mike Epps
- Byron Bowers
- David Corenswet
- Dylan Arnold – Stephen Zawadzkie